# Rock iraní
El rock iraní se refiere a la música rock producida por artistas iraníes.

## Historia

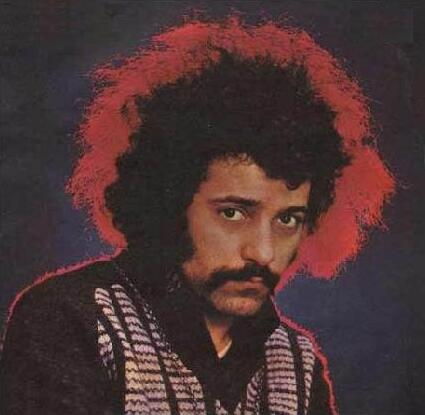
Farhad (1944-2002) fue uno de los pioneros de la música rock en Irán.

### Primeros años
La música rock se presentó en Irán en la década de 1960, junto con la llegada de otros géneros occidentales a la industria musical del país. La música rock iraní fue desarrollándose con la aparición de artistas como Farhad Mehrad, Kourosh Yaghmaei, Black Cats, y Scorpio (no debe confundirse con el grupo alemán). Pronto el rock creció como un género musical popular entre la generación más joven, especialmente en los clubes nocturnos de Teherán y Abadan.

### Después de la Revolución de 1979
Tras la Revolución de 1979, las autoridades del nuevo régimen impusieron significativas restricciones en los medios de comunicación de Irán, en la industria de la música y otros campos del arte. Más tarde, a fines de la década de 1990, el reformista presidente Jatami abogó por una mayor apertura en términos de las políticas sobre actividades culturales. El Ministerio de Cultura y Orientación Islámica, formado en 1984, es el responsable de monitoreo y sanción de la música y otros tipos de industrias culturales dentro del Irán posrevolucionario.
Después de la revolución de Irán, las actuaciones en directo son muy restringidas por las autoridades. Los músicos de rock pueden obtener autorización para realizar presentacione en vivo, siempre que su música sea aprobada por el Ministerio de Cultura y Orientación Islámica. Sin embargo, muchos tienen que depender del internet y los escenarios musicales indie, ya que no pueden obtener el permiso de las autoridades.
127 fueron la primera banda de rock iraní de gira por Estados Unidos y en presentarse en el festival South By Southwest.
En 2008, la banda de power metal Angband firmó con el sello discográfico alemán Pure Steel Records como la primera banda iraní de metal en ser distribuida internacionalmente a través de una compañía europea.

## Figuras notables
A continuación se muestra una lista de bandas de rock y artistas individuales de Irán, activos, ya sea dentro del país o en la diáspora.
- Farhad Mehrad (desde la década de 1960, nacido en 1944, murió en 2002), un pionero de la música rock en Irán.
- Kourosh Yaghmaei (desde la década de 1960, nacido en 1946), un pionero de la música rock en Irán.
- Fereydoon Forooghi (nacido en 1951, murió en 2001), un pionero de la música rock en Irán.
- Kavus Torabi (desde 1988, nacido en 1971), un artista multinstrumentista de rock progresivo en Teherán.
- Mohsen Namjoo (desde 1993; nacido en 1976) mezcla elementos de la música clásica de Irán con la música rock.
- Shahin Najafi (a partir de 1998, nacido en 1980), residente en Alemania es un artista del rap rock/metal natural de Anzali.
- O-Hum (desde 1998), una banda de folk rock de Teherán.
- Reza Yazdani (a partir de 1998, nacido en 1973), un artista pop rock de Teherán.
- Arashk (2001-2008), banda de rock progresivo/metal con sede en Teherán.
- Mohsen Chavoshi (desde 2001); nacido en 1979), artista pop-rock de Teherán.
- 127 (desde 2002), banda de rock de Teherán.
- Arsames (desde 2002), una banda death metal de Mashhad.
- Kaveh Afagh (desde 2002), un artista de pop-rock de Teherán.
- Sirvan Khosravi (desde 2002; nacido en 1982), un artista de pop-rock de Teherán.
- Barad (2003-2005) fueron una popular banda de rock con sede en Teherán.
- Buddahead (desde 2003), banda de rock de Teherán con sede en Nueva York
- Quiosco (desde 2003), una banda de  country, blues y rock alternativo de Teherán.
- Angband (desde 2004), un banda de power metal de Teherán.
- Hypernova (desde el 2006), banda de rock de Teherán con sede en Nueva York.
- The Yellow Dogs (desde 2006), una banda de rock indie de Teherán residente en Brooklyn.
- Sanam Pasha (desde 2012; nacida en 1978), fundadora de la primera banda de rock femenina de Irán en 2012.